# Deutsche Gesellschaft für Analytische Psychologie
Die Deutsche Gesellschaft für Analytische Psychologie (DGAP) ist eine Fachgesellschaft der Psychoanalytiker in Deutschland, welche auf Basis der Analytischen Psychologie C. G. Jungs und ihren Weiterentwicklungen arbeiten. Zweck der Fachgesellschaft ist die Pflege, Weiterentwicklung und Verbreitung der Analytischen Psychologie in Forschung, Lehre und Versorgung sowie die Förderung der Anwendung der Analytischen Psychologie in Psychotherapie und Psychosomatik. Die DGAP agiert dabei einerseits als Mitglied der Deutschen Gesellschaft für Psychoanalyse, Psychotherapie, Psychosomatik und Tiefenpsychologie (DGPT), dem Deutschen Berufsverband aller Psychoanalytiker, und andererseits als Ländergruppe der Internationalen Gesellschaft für Analytische Psychologie (IAAP), welche die globalen Fachgesellschaft für Analytische Psychologie ist und von welcher die DGAP die Genehmigung für die Ausbildung von Analytischen Psychotherapeuten in Deutschland besitzt.
Der DGAP erkennt derzeit die Ausbildung von Analytischen Psychologen und Psychotherapeuten an drei Instituten in Deutschland an: C. G. Jung-Institut Stuttgart, C. G. Jung-Institut Berlin, C. G. Jung-Institut München.
Der Sitz der Gesellschaft und ihre Geschäftsstelle sind in Stuttgart.

## Geschichte
1960 wurde die Deutsche Gesellschaft für Analytische Psychologie gegründet. Zweck war die Schaffung einer Fachgesellschaft, welche die Besonderheit der Analytische Psychologie in der Psychoanalyse hervorhebt und die praktizierenden Analytiker vereint. Die globale Fachgesellschaft erkannte die DGAP an und gab ihr den Status der Deutschen Ländergruppe. In Deutschland arbeitete die DGAP innerhalb der DGPT und gemeinsam mit Repräsentanten der anderen Schulen der Psychoanalyse an gemeinsamen psychoanalytischen Ausbildungsstandards an den Kliniken und bemühte sich um eine Anerkennung der Psychotherapie und Psychoanalyse in der universitären Forschung und Lehre und in der allgemeinen medizinischen Versorgung.

## Organisation
Die DGAP hat direkte Mitglieder, welche jeweils mit einer Stimme im Prozess der Erhaltung und Weiterentwicklung der Analytischen Psychologie vertreten sind. Alle drei Jahre wählen die Mitglieder einen Geschäftsführenden Vorstand, welcher die Ideen und Belange der Mitglieder repräsentiert.
Ordentliche Mitglieder der DGAP können nur voll ausgebildete Analytische Psychotherapeuten sein, welche automatisch auch Mitglieder der globalen Fachgesellschaft (IAAP) sind.
Für Ausbildungskandidaten, aber auch Ärzte und approbierte Psychologische Psychotherapeuten oder Kinder – und Jugendlichenpsychotherapeuten, deren berufliches Interesse und deren fachspezifische Arbeit in besonderem Maße der Analytischen Psychologie gelten, existiert die außerordentliche Mitgliedschaft. Die Voraussetzung zur Aufnahme ist, dass deren Qualifikation nach Prüfung durch den Aus-/Weiterbildungs- und Prüfungsausschuss als gleichwertig in Analogie zu den Aus – und Weiterbildungsrichtlinien der DGAP anerkannt wird und sie Kenntnisse in der Analytischen Psychologie in Form von Selbsterfahrung, Supervision und theoretischer Fortbildung nachweisen können.
Für Personen, die nicht approbiert sind, die aber über Selbsterfahrung, Supervision und theoretische Fortbildungen eine fachliche Nähe zur Analytischen Psychologie nachweisen und/oder deren berufliches Interesse und deren fachspezifische Arbeit in besonderem Maße der Analytischen Psychologie gelten, existiert schließlich noch die Möglichkeit einer affiliierten Mitgliedschaft.

## Tätigkeit
Die DGAP organisiert Projekte wie Tagungen und Foren, an denen es zum fachlichen Austausch kommt und neue Entwicklungen in der Analytischen Psychologie und aus den benachbarten wissenschaftlichen Bereichen vorgestellt werden. Zudem unterstützt die DGAP die Forschung und Fachveröffentlichungen in der Analytischen Psychologie, insbesondere durch die Arbeit des Internationalen Netzwerkes für Analytische Psychologie auf Dreiländerebene (INFAP3) und die Zeitschrift Analytische Psychologie. Die DGAP kooperiert mit den Ausbildungsinstituten an der Aus- und Weiterbildung und mit den neun Deutschen C. G. Jung-Gesellschaften und dem Jung Journal an der Öffentlichkeitsarbeit.
Beinahe seit ihrer Gründung veranstaltet die DGAP eine jährliche Fachtagung an wechselnden Orten, bei der Mitglieder der DGAP, Gäste aus dem Ausland und aus anderen Fachgesellschaften sich zum fachlichen Austausch treffen und wo aktuelle Forschungsergebnisse sowie aktuelle Diskussionen und Entwicklungen im Fachgebiet vorgestellt werden.